# OMC (Londen)
OMC is een historisch merk van motorfietsen.
De bedrijfsnaam was: C.G. Vale-Onslow, London.
Slechts één jaar bestond dit Engelse merk dat een trialmachine met 172cc-Villiers-motor bouwde. De machines werden geproduceerd door Len Vale-Onslow bij de SOS Works in Hallow bij Worcester, maar verkocht via zijn broer in Londen. De OMC-motorfiets had een geschroefd frame en een Webb voorvork. Er werden slechts weinig exemplaren geproduceerd en het merk bestond alleen in 1930. Het was mogelijk een experiment van Len Vale-Onslow, want zijn eigen merk (Super Onslow Special) bestond van 1927 tot 1930.